# José Ángel Divassón Cilveti
José Ángel Divassón Cilveti SDB (Artajona, Espanha, 23 de abril de 1939) é um ministro católico romano e vigário emérito de Puerto Ayacucho.
José Ángel Divassón Cilveti entrou na Ordem Salesiana de Dom Bosco e recebeu o Sacramento da Ordem em 11 de fevereiro de 1965.
Em 23 de fevereiro de 1996, o Papa João Paulo II o nomeou Bispo Titular de Bamaccora e Vigário Apostólico de Puerto Ayacucho. O Arcebispo de Caracas, Antonio Ignacio Velasco García SDB, o consagrou em 4 de maio do mesmo ano; Os co-consagrantes foram o Arcebispo de Maracaibo, Ramón Ovidio Pérez Morales, e o Bispo de Maracay, José Vicente Henríquez Andueza SDB.
O Papa Francisco aceitou sua aposentadoria em 14 de outubro de 2015.